# Éléonore Laloux
Pour les articles homonymes, voir Laloux (homonymie).
Éléonore Laloux, née le 26 août 1985 à Arras, est une activiste française pour les droits des personnes en situation de handicap, en particulier de trisomie 21, écrivaine et engagée en politique à l'échelle locale ainsi que dans la vie associative et publique et les médias. Elle-même est porteuse d'une trisomie 21.
Porte-parole du Collectif Les Amis d'Éléonore, elle défend la cause des personnes porteuses de trisomie 21 et lutte contre la stigmatisation de sa condition auprès de personnalités politiques et dans les médias notamment.
Elle est l'autrice du livre Triso et alors ! , publié chez Max Milo Éditions en 2014.

## Biographie
À l'occasion de son opération à cœur ouvert en 1986, un appel au don du sang paraît dans La Voix du Nord dans un article intitulé : « Élan de solidarité aux Louez-Dieu en faveur de la petite Éléonore » : c'est sa première apparition dans la presse locale. À l'âge de quatre ans, Laloux a sa photo sur des affiches JCDecaux dans la ville d'Arras : elle y présente ses vœux aux Arrageois. Éléonore Laloux apparaîtra ensuite régulièrement dans les médias au sujet des nombreux combats menés par ses parents pour son insertion scolaire et sociale, dès 1992,.
En mars 2012, Éléonore Laloux présente une exposition de photos tirées du livre Supplément d'âme où un large portrait lui est consacré. Elle reçoit la même année le prix Géant 2012 du journal La Voix du Nord,.
En mars 2013, elle apparaît dans l'émission Le Grand Journal de Canal+ avec Valérie Trierweiler.
En mars 2014 est publiée la biographie d'Éléonore Laloux, consignée dans un livre : Triso et alors !, en collaboration avec le journaliste Yann Barte. Celle-ci est présentée dans de nombreuses villes françaises mais également en Suisse (Lausanne, Fribourg) et est largement médiatisée,,,. Cette biographie est publiée en espagnol en 2015 sous le titre Tengo Síndrome de Down ... ¿y qué? aux éditions NED,,,.
Le 29 novembre 2017, Éléonore Laloux argumente en faveur des droits et de la dignité des personnes handicapées sur le plateau de l'émission Un monde en docs de Public Sénat. Public Sénat classe le témoignage d’Éléonore parmi les cinq meilleurs de l’année en indiquant : « Pétillante et haute en couleur, Éléonore est déterminée à montrer qu’il est possible pour une personne ayant un handicap mental de vivre avec les autres, et souligne l’importance d’être considéré comme une personne à part entière. Elle nous raconte son parcours et sa vision du handicap. »
En avril 2023, Éléonore Laloux est choisie par Mattel pour être ambassadrice de la première poupée Barbie porteuse de trisomie 21,. En août 2023, Mattel a fait figurer Éléonore Laloux sur sa liste de 13 femmes inspirantes qui ont une poupée Barbie à leur effigie.

### Engagement citoyen
En avril 2018, Éléonore Laloux participe à l'Université internationale d'été en déficience intellectuelle à l'Université du Québec à Trois-Rivières (UQTR).
En mars 2020, Éléonore Laloux devient conseillère municipale auprès du maire d'Arras, Frédéric Leturque. 
En octobre 2021, Sophie Cluzel, secrétaire d’État chargée des Personnes handicapées décore Éléonore Laloux, première conseillère municipale atteinte de trisomie 21, de l’ordre national du Mérite.
Le 1er juillet 2023, Éléonore Laloux devient la première élue porteuse de trisomie 21 à célébrer un mariage.
En septembre 2024, Éléonore Laloux devient conseillère communautaire auprès du président de la communauté urbaine d’Arras, Frédéric Leturque.

## Intervention à l'ONU
En 20 mars 2025, Éléonore Laloux est invitée à prendre la parole à l'ONU à Genève, lors de la 784ᵉ réunion de la 32ᵉ session du Comité des droits des personnes handicapées (CRPD). Le thème : « La participation des femmes porteuses de handicap à la vie publique et politique »..
Elle intervient également le lendemain sur « Les systèmes de soutien qui permettent l’inclusion des personnes porteuses de trisomie 21 dans la communauté ». A cette occasion, un documentaire de 58 minutes réalisé par Fabrice Jazbinsek, intitulé « Éléonore », est mis en ligne. Le film présente son parcours, son engagement et ses contributions à la promotion des droits des personnes handicapées..

## Polémique
Lors d'une émission La Tête au carré sur France Inter, le 5 octobre 2012, le neurobiologiste Jean-Didier Vincent déclarait : « Pourquoi faut-il conserver les trisomiques qui sont quand même un poison dans une famille ? ». Éléonore Laloux répond à plusieurs reprises à cette déclaration, d'abord dans une vidéo en 2013, puis, un an plus tard, en mars 2014, dans le chapitre Je ne suis pas un poison de son livre autobiographique : Triso et alors ! Elle dénoncera aussi le discours violent de certains médecins dans nombre d'articles et sur les ondes mêmes de France Inter, le 19 mars 2014.

## Œuvres
- Éléonore Laloux avec Yann Barte, Triso et alors !, Max Milo Éditions, 2014[30],[31],[32].
- Tengo Síndrome de Down ... ¿y qué? chez NED, traduction de Triso et alors ! par Alfonso Díez et postface de Enric Berenguer, 2015[33].

## Le CollectifLes Amis d'Éléonore

### Objectifs
Le collectif a parmi ses objectifs la lutte contre la stigmatisation de la trisomie 21 (à travers un changement de regard de la société), et le financement de la recherche thérapeutique sur la T21.

### Histoire
En mars 2010, le Collectif Les Amis d'Éléonore est lancé au cours d'une conférence de presse à Arras,. Le Collectif se félicite d'avoir été entendu sur la pratique du DPI (diagnostic préimplantatoire) qui ne sera finalement pas étendu à la trisomie 21, comme annoncé par Roselyne Bachelot, ministre de la Santé.
En mai 2010, le collectif compte une quinzaine d'associations de familles d'enfants trisomiques.

### Prises de position
En 2010, le Collectif participe au débat autour du projet de loi de bioéthique avec la Fondation Jérôme-Lejeune, s'opposant au caractère systématique du dépistage de la trisomie 21 dans le cadre du DPI, mais il revendique de ne pas s'inscrire pour autant dans le combat contre l'interruption médicale de grossesse choisie à la suite du dépistage prénatal. S'affichant dès sa création laïque et pro-choix, le Collectif entend cependant alerter médias et politiques sur les risques d'une course à l'enfant parfait,. Jean Leonetti, rapporteur de la mission d'information parlementaire pour la révision de la loi de bioéthique, répond à ces accusations. Le collectif prend acte de l'adoption du projet de loi relatif à la bioéthique, et demande qu'une information objective soit délivrée aux futures mères.
En octobre 2010, le collectif Les Amis d’Éléonore lance une campagne « Trisomique ? Et alors ! », dans le but que la trisomie 21 obtienne le label de cause d’intérêt général en 2011.
Clémence Bodoc estime, dans un article publié en 2014 sur le média Madmoizelle, que les positions du collectif sont « anti-choix ».

### Actions
En mars 2014, le Collectif participe à la campagne européenne Dear Future Mom (« Chère Future Maman »).
Le même mois, le Collectif participe à la troisième journée mondiale de la Trisomie à travers des ateliers organisés au sein du Conseil économique, social et environnemental, avec son président Jean-Paul Delevoye, donnant la parole à une cinquantaine de personnes atteintes de la trisomie 21.
En 2016, le collectif dénonce la « censure » du CSA, concernant la diffusion du clip « Chère Future Maman ». À cette occasion, son président Emmanuel Laloux note que depuis le rappel à l'ordre du CSA sur la diffusion du clip, il est devenu très difficile de trouver de l'espace gratuit sur des chaînes de télévision pour permettre aux personnes trisomiques de s'exprimer.

## Distinctions
- Prix Géant 2012, catégorie « société civile » (distinction décernée par le journal La Voix du Nord aux nordistes de l'année).
- Médaillée d’Or de la Ville d’Arras et membre du Comité des Sages de la ville en février 2016.
- Étoile d’honneur, trophée décerné par le quotidien La Voix du Nord « à des hommes et des femmes exemplaires, généreux et engagés dans la région » le 9 mars 2021[47].
- Décorée chevalier de l’ordre national du Mérite le 15 octobre 2021 à Arras.